# Brisbane International 2014
Das Brisbane International 2014 ist der Name eines Tennisturniers der WTA Tour 2014 für Damen sowie eines Tennisturniers der ATP World Tour 2014 für Herren, welche zeitgleich vom 29. Dezember 2013 bis zum 5. Januar 2014 in Brisbane stattfinden.

## Herrenturnier
→ Qualifikation: Brisbane International 2014/Herren/Qualifikation

## Damenturnier
→ Qualifikation: Brisbane International 2014/Damen/Qualifikation